# Centipede (відеогра)
Centipede (з англ. сороконіжка) — аркадна гра з фіксованим шутером 1981 року, створена та опублікована Atari, Inc. Розроблена Доною Бейлі та Едом Лоґґом, це була одна з найбільш комерційно успішних ігор часів золотої доби аркадних відеоігор і одна з перших зі значною кількістю гравців серед жінок. Головне завдання — розстріляти всі сегменти багатоніжки, яка крутиться по ігровому полю. 1982 року вийшло аркадне продовження — Millipede.
Centipede перенесено на Atari 2600, Atari 5200, Atari 7800 і 8-бітове сімейство Atari. Під маркою Atarisoft гра продавалася для Apple II, Commodore 64, ColecoVision, VIC-20, IBM PC (як самозавантажувальний диск), Intellivision і TI-99/4A. Superior Software опублікувала порт для BBC Micro. Також створено версії для Game Boy і Game Boy Color, та версію для Game.com, розроблену Handheld Games і опубліковану Tiger Electronics.

## Ігровий процес

Нова гра з сороконіжкою вгорі та павуком унизу праворуч.

Гравець керує маленьким комахоподібним стрільцем (англ. Bug Blaster). Його переміщують внизу екрана за допомогою трекбола та стріляють маленькими дротиками в сегментовану сороконіжку, що просувається від верхньої частини екрана через поле з грибами. Кожен сегмент сороконіжки після влучення стає грибом; постріл в один із середніх сегментів розколює сороконіжку в цій точці на дві частини. Кожна частина продовжує рух незалежно, причому в задньої частини проростає власна голова. Якщо знищено голову сороконіжки, наступний сегмент перетворюється на голову. Влучення в голову приносить 100 очок, а в інші сегменти — 10. Сороконіжка починає рух у верхній частині екрана, рухаючись ліворуч або праворуч. Торкнувшись гриба або досягши краю екрана, вона опускається на один рівень і змінює напрямок руху. Гравець може знищувати гриби (1 очко за кожен), стріляючи по них, але для знищення кожного потрібно 4 постріли. На вищих рівнях екран може ставати все більш заповненим грибами через дії гравця/ворога, що змушує сороконіжку спускатися швидше.

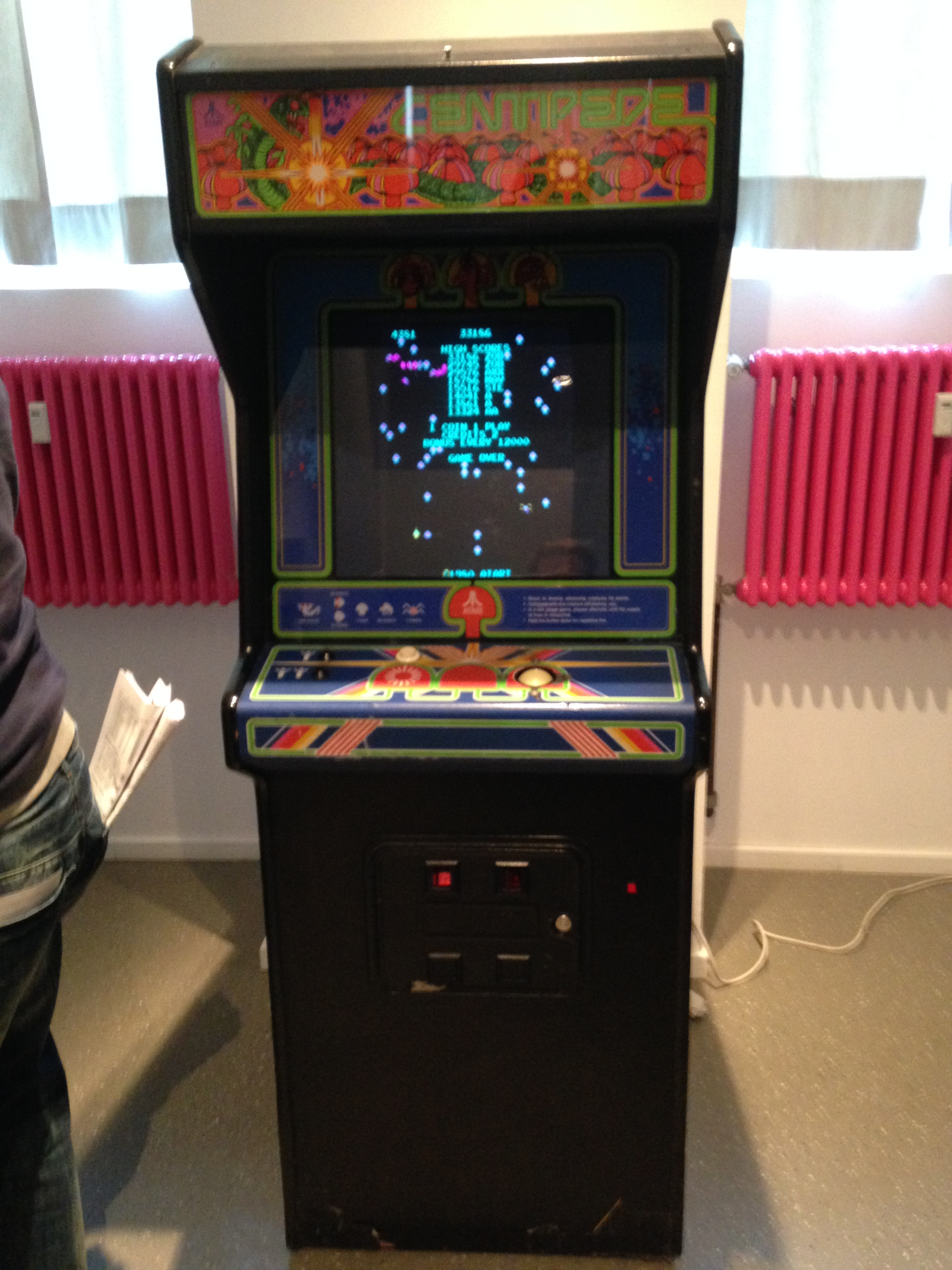
Аркадний автомат

Коли сороконіжка досягає нижнього краю екрана, вона залишається в зоні гравця, а збоку періодично з'являються односегментні сороконіжки з головою. Це триває, доки гравець не видалить і початкову сороконіжку, і всі голови. Коли всі сегменти сороконіжки знищено, у верхній частині екрана з'являється інша. Початкова сороконіжка має 10 або 12 сегментів, включно з головою; кожна наступна сороконіжка на один сегмент коротша і супроводжується однією окремою головою, яка рухається швидше. Ця схема продовжується, поки всі сегменти не стануть окремими головами, після чого повторюється з однією багатоніжкою повної довжини.
Гравець також стикається з іншими «істотами». Час від часу вертикально падають блохи і зникають, торкнувшись нижньої частини екрана, залишаючи на своєму шляху грибний слід, коли в зоні руху гравця лише кілька грибів; вони коштують 200 очок, і для знищення потрібно два постріли. Павуки зигзагоподібно пересуваються зоною гравця та їдять деякі гриби; вони коштують 300, 600 або 900 очок, залежно від того, наскільки близько гравець стріляє. Скорпіони рухаються по екрану горизонтально, перетворюючи кожен гриб, до якого торкаються, на отруйний гриб. Скорпіони найцінніші серед усіх ворогів — по 1000 очок кожен. Багатоніжка, торкнувшись отруйного гриба, атакує вниз аж до дна, а, досягши його, повертається до нормальної поведінки. Ця «отруєна» багатоніжка може бути як корисною, так і шкідливою для гравця; він може швидко знищити їх, коли вони спускаються вниз, і, разом з тим, може бути дуже складно уникнути їх, особливо якщо вони вже розділені на кілька сегментів.
Стрілець знищується при влученні будь-яким ворогом, після чого будь-які отруйні або частково пошкоджені гриби повертаються до нормального стану. За кожен відроджений гриб нараховується 5 очок. За кожні 12 000 очок надається додаткове життя.

## Розробка
Дона Бейлі та Ед Лоґґ розробили Centipede для Atari. Логг, супервізор, сказав, що він займався дизайном, тоді як Бейлі виконала приблизно половину програмування. Бейлі була однією з небагатьох жінок-програмістів ігор у галузі. Лоґґ заявив, що гра призначалась для залучення жінок-гравців; він вважав, що його дизайн не був упередженим за статтю, на відміну від бойових чи спортивних ігор. Бейлі сказав: «Я дуже люблю пастель… Я справді хотіла, щоб це виглядало по-іншому, щоб було візуально захопливим». Бейлі нещодавно відкрила для себе відеоігри, коли почула пісню «Space Invader» (1979) групи The Pretenders, а потім зіграла в Space Invaders (1978), при цьому вона була однією з небагатьох американських жінок того часу, які мали досвід програмування мовою асемблера.

## Реакція

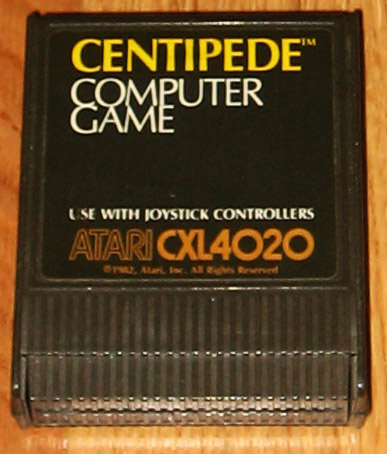
8-розрядний комп'ютерний картридж Atari (1982)

Centipede була однією з чотирьох найприбутковіших аркадних ігор 1982 року в Сполучених Штатах разом із Ms. Pac-Man, Pac-Man і Donkey Kong. Протягом 1982—1983 років продано 1 475 240 картриджів з портом Atari VCS Centipede, вона стала 11-ю грою Atari за числом продажів.
Це також була одна з перших аркадних відеоігор для ігрових автоматів, яка мала значну кількість гравців серед жінок. How to Win Video Games (1982) підрахував, що половина Centipede гравців і 60 % гравців Pac-Man були жінками, тоді як 95 % гравців Defender були чоловіками.
1983 року читачі Softline назвали Centipede дев'ятою в списку тридцяти найпопулярніших 8-розрядних програм Atari. Гра здобула нагороду як «Найкраща комп'ютерну екшн-гра 1984 року» на 5-й щорічній церемонії вручення нагород Arkie Awards, де судді сказали, що дехто «вважає, що картридж Atari [Centipede] — найкраще видання домашньої аркади, яке ви можете купити» (англ. some "insist that [the Centipede] Atari cartridge is the best home-arcade edition you can buy"):28. Девід Г. Ал із Creative Computing Video & Arcade Games сказав, що версія для Atari 5200 була «чудовою розвагою».
1984 року в огляді версії гри для Apple II в журналі Video Білл Кункель і Арні Кац прокоментували, що «графічні обмеження Apple обмежують стиль» і висловили розчарування «млявим» інтерфейсом гри з керуванням трекболом.
1995 року журнал Flux поставив аркадну версію на 15-е місце в своєму списку «100 найкращих відеоігор». 1996 року журнал Next Generation згадав аркадну версію під номером 84 у своєму списку «100 найкращих ігор усіх часів», виділивши класну концепцію, керування трекболом і те, що вона достатньо доступна, щоб «будь-яка людина на планеті могла грати в неї достатньо добре, насолоджуючись цим», але «достатньо складна, щоб стати викликом навіть чудовим геймерам».
2020 року The Strong National Museum of Play включив Centipede до Всесвітньої зали слави відеоігор.

## Спадщина

### Перевидання
- Гру включено до збірки Arcade Classics[en] для Sega Genesis і Game Gear і подібної збірки Master System під назвою Arcade Smash Hits[en].
- 1993 року гру випущено для Microsoft Windows 3.x у складі пакунка Microsoft Arcade[en].
- 1995 року Accolade[en] випустила версію для Game Boy у серії Arcade Classics[en]. Від інших портів ця версія відрізняється фоновою музикою на титульному екрані та іншими звуковими ефектами.
- Гру включено до опублікованої Midway Games збірки Arcade's Greatest Hits: The Atari Collection 1[en] для Sega Saturn, Super Nintendo Entertainment System і PlayStation.
- Оригінал аркади включено до версії римейку Centipede 3D для PlayStation і Dreamcast, в якому змінено аркадний режим версій для PC і Macintosh.
- Його також включено до Atari Arcade Hits 1, Atari Greatest Hits, Atari Anniversary Edition[en] і Atari: 80 Classic Games in One![en].
- Гра з'являється як бонусна міні-гра у версіях Terminator 3: Rise of the Machines[en] для PlayStation 2 і Xbox, яку можна розблокувати після завершення гри.
- Гра також була доступна для Xbox і PlayStation 2 (як в аркадній версії, так і для Atari 2600) як частина Atari Anthology[en] 2004 року.
- Версія Atari Arcade Classics для Xbox Live Arcade і PlayStation Portable була в комплекті з сиквелом Millipede, який містив «режим еволюції» з графікою високої чіткості та спецефектами, як-от розмиття руху, сліди та вибухи на основі частинок[21].
- 2 травня 2007 року гру випущено через Xbox Live Arcade для Xbox 360.
- Glu Mobile випустила ліцензовану версію Centipede для мобільного телефона, яка включає оригінальну гру, а також оновлений ігровий процес, скіни та режими[22].
- 2008 року Atari випустила гру для iPhone та iPod Touch.
- Гра входить до Retro Atari Classics[en] і Atari Greatest Hits[en] Volume 1 для Nintendo DS. Під попередньою назвою включено також реміксовану художню версію.
- І аркадна, і 2600 версії є частиною Atari Vault[en] (2016).
- 2020 року випущено версії Atari 2600 і Atari 7800 на Evercade[en] як частину Arcade Collection 1 і 2.

### Сиквели та ремейки
1982 року продовженням Centipede стала Millipede.
1992 року Atari Games до свого 20-річчя розробила прототип аркадної гри під назвою Arcade Classics, яка включає Missile Command 2 і Super Centipede з режимом для двох гравців.
Dark Science розробляла тривимірну фентезійну рольову гру, засновану на оригінальній грі, для Atari Jaguar CD під робочою назвою Centipede 2000. Сирцевого коду проєкту більше не існує, і єдиним доказом його існування є короткий відеоролик від розробника.
1998 року, після придбання інтелектуальної власності Atari, якою тоді володіла JT Storage, Hasbro Interactive випустила нову версію гри для Microsoft Windows, PlayStation, Dreamcast і Mac OS. Вона дуже відрізняється від оригіналу: тривимірна графіка, вільне переміщення картою та кампанія, яку можна грати в одиночному або багатокористувацькому режимі.
2011 року Atari SA випустила Centipede: Infestation для Nintendo 3DS і Wii.
2020 року GameTaco випустила Centipede: Cash Blast для iOS.
29 вересня 2021 року випущено оновлену версію гри з ексклюзивним вмістом під назвою Centipede: Recharged для Microsoft Windows, Nintendo Switch, PlayStation 4, PlayStation 5, Xbox One, Xbox Series X/S, Google Stadia та Atari VCS.

### Клони
Концепцію Centipede широко клоновано, особливо для домашніх систем.

#### Аркадні клони
- War of the Bugs or Monsterous Manouvers [sic] у Mushroom Maze від Food and Fun Corp./Armenia Ltd 1981 року[29].
- Jackler від Konami 1982 року[30].
- Slither від GDI 1982 року; портовано на ColecoVision[31].

#### Клони для домашніх систем
- Bug Attack (1981) для Apple II від Cavalier Computer[en][32]
- Arachnoid (1982) для VIC-20 від UMI
- Aqua Attack для BBC Micro[en] у складі диска/касети Welcome з BBC Master[en]
- Bug Off![en] (1982) для 8-розрядних Atari від Adventure International[en][33]
- Caterpillar для TRS-80 Color Computer[en] від Aardvark Software[en][34]
- Exterminator (1982) для VIC-20 та C64 від Nüfekop і Bubble Bus[en]
- Katerpillar Attack (1982) для TRS-80 Color Computer та Dragon 32[en] від Tom Mix Software[34]
- Megalegs (1982) для 8-розрядних Atari від Megasoft[35]
- Myriapede (1982) для 8-розрядних Atari
- Video Vermin (1982) для VIC-20 від UMI[36]
- Arthropod (1983) для TI-99/4A від North Hills
- Bug Blaster (1983) для C64, BBC Micro[en], Acorn Electron[en] від Alligata[en]
- Bug Blaster (1983) у складі Friendlyware PC Arcade[en] від Friendlysoft для IBM PC
- Centi-Bug (1983) для ZX Spectrum, DK'Tronics[en] (під назвою на екрані «Centipede»)[37]
- Maggotmania (1983) для C64 від Commodore
- Megapede[en] (1983) для ZX Spectrum від Computerware[38]
- Mouse Stampede (1983) для Macintosh від Mark of the Unicorn[en]
- Mushroom Alley (1983) для C64 від Victory Software
- Spectipede (1983) для ZX Spectrum від R&R Software
- Wiggle Worm (1984) для TRS-80 Color Computer від Chromasette[39]
- Decipede (1987) версія для введення з клавіатури C64 від COMPUTE!'s Gazette[en][40]
- Apeiron[en] (1995) для Macintosh від Ambrosia Software[en]
- Champ Centiped-em (1997) для MS-DOS від CHAMPprogramming[41]
- BuGS (2021) для Apple IIGS[en] від Rand-Emonium[42]

### В культурі
1983 року Milton Bradley випустила настільну гру за мотивами відеогри. У настільній грі двоє гравців змагаються за те, щоб першим дістатися до домашньої бази суперника з сороконіжкою. Кожен гравець може використовувати бластер, а також скорпіона та павука, щоб уповільнити просування сороконіжки суперника. 2017 року IDW Publishing опублікувала нову настільну гру на основі Centipede.
1989 року на стороні 2 третього випуску касети Negativland, The Weatherman (SSTC902), з'явилася розповідь з описом оригінальної гри, яка складалася з фрагментів живої радіопередачі Over the Edge періоду між 1982 і 1984 роками. Оповідачем може бути Ед Лоґґ.
Американський інді-рок-гурт Strokes використав рекламне оформлення гри для свого синглу Reptilia 2003 року.
Centipede з'являється у фільмі Пікселі.
У травні 2016 року Emmett/Furla/Oasis Films уклали угоду про партнерство з Atari щодо виробництва та фінансування фільмів «Сороконіжка» (англ. Centipede) та «Ракетне командування» (англ. Missile Command).
Dynamite Entertainment випустила обмежену серію коміксів, засновану на Centipede, прем'єра випуску № 1 відбулася в липні 2017 року.

## Змагання
Гру обрано для фінального раунду чемпіонату світу Atari 1981 року, який проводить Tournament Games International. Серед чоловіків чемпіоном став Ерік Гіннер, а серед жінок — Ок-Су Хан.
1 серпня 1984 року Джим Шнайдер зі США встановов світовий рекорд в аркадній версії Centipede — 16 389 547 очок.
5 листопада 2000 року Дональд Гейс із Віндема (Нью-Гемпшир) встановив світовий рекорд згідно з правилами турніру в аркадній версії Centipede — 7 111 111 очок.